# Kazimierz Fiałka
Kazimierz Fiałka (ur. 2 lipca 1907 w Krakowie, zm. 25 września 1970 tamże) – polski lekkoatleta, długodystansowiec i maratończyk. W Cracovii występował przez całą swoją karierę (1927-1939).

## Życiorys
Urodził się  2 lipca 1907 w Krakowie. Był synem Teofila i Marii Murzyn. Sport uprawiał w klubie Cracovia. Siedmiokrotny mistrz Polski na otwartym stadionie w biegu na 5000 m  1933 i 1934, 10 000 m – 1933, 1934 i 1935 i w biegu przełajowym – 1934 i 1935. Był także wicemistrzem polski w biegu na 10 000 m w 1932 i w przełajach w 1936.
W 1934 był mistrzem Polski w hali w sztafecie 3 × 800 m. Dwukrotnie był rekordzistą Polski (na 20 km oraz w biegu godzinnym).
Wystąpił również w Igrzyskach Olimpijskich w Berlinie w roku 1936, w których nie ukończył maratonu wskutek naderwania ścięgna Achillesa. Zwycięzca prestiżowego biegu „Querch durch Berlin”, który odbył się w 1937. W 1939 brał udział w wojnie obronnej Polski. Następnie trafił do obozu internowania na Węgrzech w Budapeszcie. Walczył w szeregach  1 Dywizji Pancernej, w stopniu kaprala. Za czyny bojowe odznaczony Krzyżem Walecznych. Po wojnie powrócił do Krakowa. Udzielał się społecznie w Cracovii. Zmarł 25 września 1970. Jest pochowany na cmentarzu Rakowickim (kw. LXXIII-36-17).

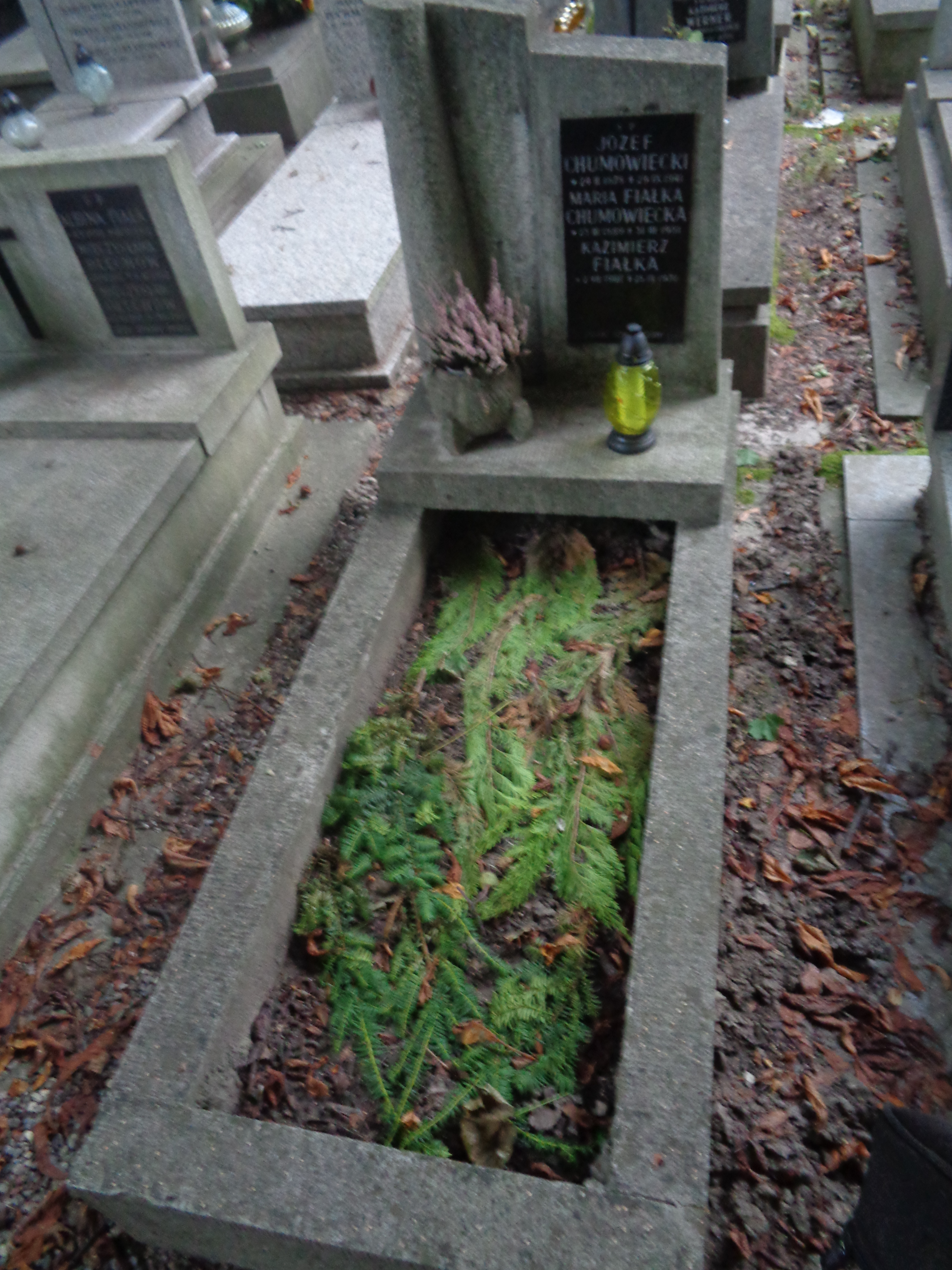
Grób Kazimierza Fiałki na cmentarzu Rakowickim